# Jorge Chapper
Jorge Gustavo Chapper Pérez (San José, 15 de noviembre de 1947) es un político uruguayo perteneciente al Partido Nacional
Egresado de la Universidad de la República como médico otorrinolaringólogo; desde 1974 se ha desempeñado en su especialidad en su departamento natal.
A inicios de los años 1980 participa en la fundación del Consejo Nacional Herrerista junto a Luis Alberto Lacalle. En las elecciones de 1984 es electo edil en la Junta Departamental de San José.
En 1989 fue elegido diputado por el departamento de San José por el Herrerismo para el periodo 1990-1995. Fue reelecto en 1994 y 1999.
En 2003 fue Presidente de la Cámara de Diputados.
En la XLVIa Legislatura hizo algunas suplencias en el Senado.
Secretario de la Junta Electoral San José período 2015-2020.
Electo edil departamental por el Partido Nacional periodo 2020- 2025
Casado, tiene 6 hijos: Carolina, Ignacio, Martín, Sofía, Agustina y Sebastián.